# 石钟山 (作家)
石钟山（1964年—），笔名石钟山，男，辽宁沈阳人，中国作家，毕业于解放军艺术学院文学系。代表作有《激情燃烧的岁月》小说集（包括《父亲进城》等小说）等。